# Arquebisbat de Rijeka
L'arquebisbat de Rijeka - Riječka nadbiskupija; en croat, Archidioecesis Fluminensis (llatí) - és una seu metropolitana de l'Església catòlica a Croàcia. Al 2017 tenia 212.000 batejats d'un total de 264.600 habitants. Actualment està regida per l'arquebisbe Ivan Devčić.

## Territori
L'arxidiòcesi comprèn gairebé tot el Comtat de Primorje-Gorski Kotar, llevat de les illes Krknerines septentrionals, que formen part de la diòcesi de Veglia.
La seu arxiepiscopal és la ciutat de Rijeka, on es troba la catedral de Sant Vit.
El territori s'estén sobre 2.580 km² i està organitzat en 90 parròquies.

## Història
La història de l'Església de Rijeka coincideix des de fa segles amb la de l'ardiaconat, una institució que probablement es remunta al segles xi-xii, però hi ha constància documentada que data del segle xiv. L'ardiaca tenia dret a exercir funcions episcopals i qualsevol acte de jurisdicció. Originàriament l'arxidiaconat formava part de la diòcesi de Pula, que a partir del segle XVI limitava el seu poder situant el vicari al costat de l'ardiaca.
Als segles xvii i xviii van succeir els conflictes entre el clergat de Rijeka i els bisbes de Pola, sovint provocats per tensions polítiques: Rijeka forma part de l'Imperi, mentre que Pula està sotmesa a Venècia. El 1751 Rijeka va passar a formar part de la província eclesiàstica de Kalocsa. Finalment, el 16 d'octubre de 1787 Rijeka va entrar a la diòcesi de Segna-Modruš, que l'any següent va esdevenir sufragània de l'arxidiòcesi de Ljubljana i, tornada a la metròpoli de Kalocsa el 1807, va entrar definitivament a la província eclesiàstica de Zagreb l'11 de desembre de 1852.
Després dels esdeveniments de 1919-1920, el 30 d'abril de 1920 es va establir l'administració apostòlica de Rijeka, incloent la ciutat i els seus suburbis (l'antic ardiaconat), amb territori desmembrat de la diòcesi de Mark i Modrus.
El 25 d'abril de 1925 l'administració apostòlica va ser elevada a diòcesi en virtut de la butla Supremum pastorale del papa Pius XI; al territori primitiu es van afegir territoris presos de les diòcesis de Trieste i Capodistria, de Ljubljana i de Segna i Modruš, «quae amplectitur totam provinciam italicam Carnaro».
El 1934 es va expandir incorporant una altra porció del territori que ja havia pertangut a la diòcesi de Trieste.
El 27 de juliol de 1969, com a resultat de la butlla Coetu instante del papa Pau VI, la diòcesi es va unir a l'antiga diòcesi de Segna i elevada al rang d'arxidiòcesi metropolitana, prenent el nom de l'arxidiòcesi de Rijeka-Mark. La diòcesi de Senj havia estat erigida el 1168 i el 1630 s'havia unit a la diòcesi de Modruš. Els arquebisbes van rebre el privilegi d'afegir al seu títol el de bisbes de Modruš.
El 25 de maig de 2000, en virtut de las butlla Ad Christifidelium spirituali del papa Joan Pau II, es va dividir la diòcesi, donant lloc a l'actual arxidiòcesi de Rijeka i a la diòcesi de Gospić-Segna. Al mateix temps, Modruš es va convertir en bisbat titular.
El títol abacial de San Giacomo d'Abbazia s'afegí a l'arxidiòcesi.

## Episcopologi
- Celso Benigno Luigi Costantini † (30 d'abril de 1920 - 12 d'agost de 1922 nomenat delegat apostòlic a la Xina)
- Isidoro Sain, O.S.B. † (17 de setembre de 1922 - 28 de gener de 1932 mort)
- Antonio Santin † (10 d'agost de 1933 - 16 de maig de 1938 nomenat bisbe de Trieste i Capodistria)
- Ugo Camozzo † (17 d'agost de 1938 - 13 de gener de 1948 nomenat arquebisbe de Pisa)
- Viktor Burić † (20 d'agost de 1969 - 18 d'abril de 1974 jubilat)
- Josip Pavlišić † (18 d'abril de 1974 - 5 de gener de 1990 jubilat)
- Anton Tamarut † (5 de gener de 1990 - 28 de juny de 2000 mort)
- Ivan Devčić, des del 17 de novembre de 2000

## Demografia
A finals del 2017, la diòcesi tenia 212.000 batejats sobre una població de 264.600 persones, equivalent al 80,1% del total.
| any  | població | població | població | sacerdots | sacerdots       | sacerdots       | sacerdots             | Diaques | religiosos | religiosos | Parròquies |
| ---- | -------- | -------- | -------- | --------- | --------------- | --------------- | --------------------- | ------- | ---------- | ---------- | ---------- |
| any  | batejats | total    | %        | total     | clergat secular | clergat regular | batejats por sacerdot | Diaques | homes      | dones      |            |
| 1950 | 108.000  | 110.000  | 98,2     | 70        | 57              | 13              | 1.542                 |         | 17         | 120        | 32         |
| 1968 | 110.000  | 150.000  | 73,3     | 44        | 14              | 30              | 2.500                 |         | 42         | 178        | 25         |
| 1980 | 339.000  | 462.000  | 73,4     | 147       | 89              | 58              | 2.306                 |         | 77         | 267        | 169        |
| 1990 | 299.000  | 457.000  | 65,4     | 149       | 100             | 49              | 2.006                 |         | 69         | 234        | 169        |
| 1999 | 290.000  | 390.000  | 74,4     | 154       | 101             | 53              | 1.883                 |         | 71         | 206        | 172        |
| 2000 | 230.000  | 300.000  | 76,7     | 123       | 66              | 57              | 1.869                 |         | 77         | 195        | 89         |
| 2001 | 198.500  | 279.500  | 71,0     | 106       | 61              | 45              | 1.872                 |         | 52         | 193        | 89         |
| 2002 | 198.300  | 289.050  | 68,6     | 110       | 62              | 48              | 1.802                 |         | 54         | 190        | 90         |
| 2003 | 213.650  | 266.800  | 80,1     | 111       | 64              | 47              | 1.924                 |         | 53         | 186        | 90         |
| 2004 | 213.650  | 266.800  | 80,1     | 107       | 67              | 40              | 1.996                 |         | 47         | 178        | 90         |
| 2010 | 213.650  | 266.800  | 80,1     | 120       | 76              | 44              | 1.780                 |         | 50         | 164        | 90         |
| 2014 | 213.650  | 266.800  | 80,1     | 122       | 83              | 39              | 1.751                 | 1       | 43         | 159        | 90         |
| 2017 | 212.000  | 264.600  | 80,1     | 132       | 88              | 44              | 1.606                 | 1       | 49         | 152        | 90         |